# 210421 Freundtamás
210421 Freundtamás è un asteroide della fascia principale. Scoperto nel 2007, presenta un'orbita caratterizzata da un semiasse maggiore pari a 2,7217019 au e da un'eccentricità di 0,0242220, inclinata di 2,85859° rispetto all'eclittica.